# Joodse begraafplaats (Maarssen)
De Joodse begraafplaats, ook wel het Jodenbosje genoemd, is gelegen aan de Machinekade nabij het Nederlandse dorp Maarssen. Het was in het verleden ook bekend als 'het Jodenkerkhof onder Tienhoven'. Deze Joodse begraafplaats werd na diverse afwijzingen in 1749 gesticht door de 'Hoogduytsche Joodse Gemeijnte van Maarseveen'. Deze was daar gevestigd omdat Joden tot 1789 niet in de nabijgelegen stad Utrecht mochten wonen. 
In 1926 vond er de laatste begrafenis plaats. Op het oude gedeelte werden in 1937 twee grafstenen uit 1764 en 1765 teruggevonden, van de uit de negentiende eeuw bekende graftekens van hout was toen  niets meer aanwezig. Begin 21e eeuw was de begraafplaats aan de Machinekade ernstig vervallen en geheel overwoekerd. Er volgde restauratie door onder andere Landschap Erfgoed Utrecht, het beheer wordt sindsdien verzorgd door een groep vrijwilligers. De begraafplaats is gewaardeerd als gemeentelijk monument.